# Guillaume de La Perrière
Guillaume de La Perrière, né à Toulouse en 1499 ou 1503 et mort vers 1565, est un érudit et humaniste français de la Renaissance.

## Sa vie et son œuvre
La Perrière est chargé de la rédaction des chroniques de la ville de Toulouse. Son œuvre la plus connue est Le Théâtre des bons engins, publié à Paris en 1539 et si bien accueilli qu'il est réédité quatorze fois entre 1540 et 1585. Il s'agit d'un livre d'emblèmes inspiré des Emblèmes d'Alciat, parus en 1531.

## Le Théâtre des bons engins
Six emblèmes de l'édition de 1545.

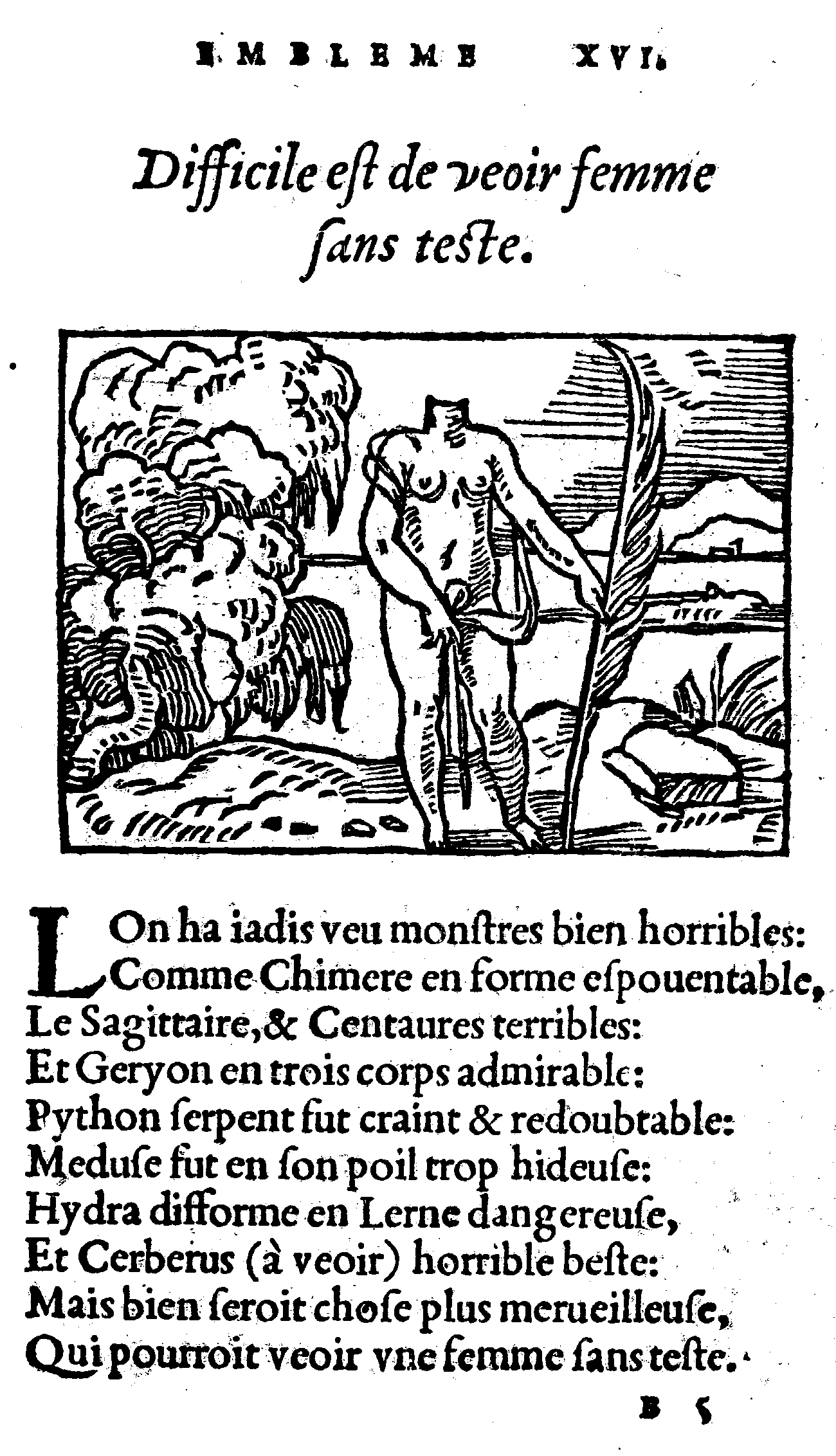
XVI. Difficile est de voir femme sans tête.
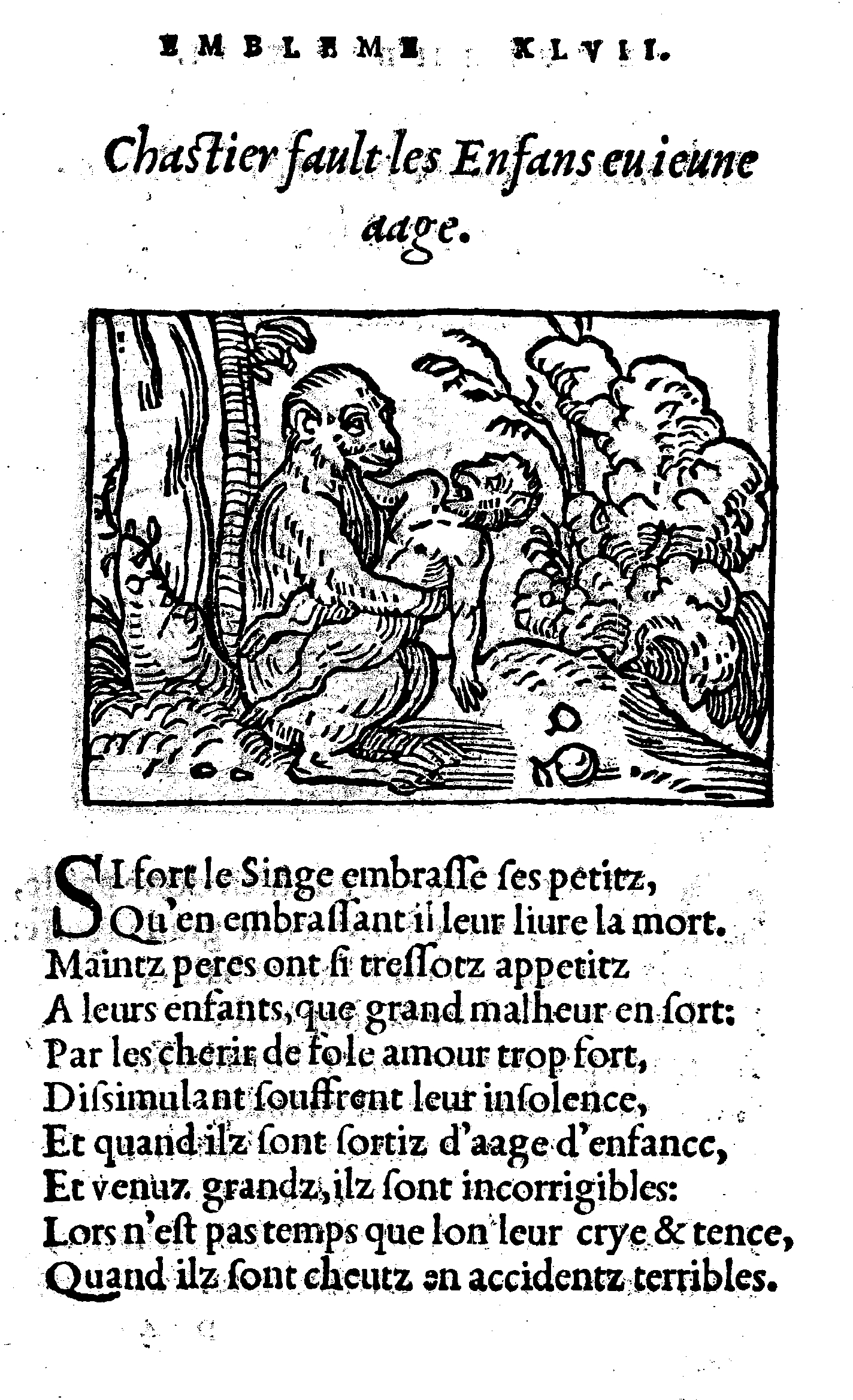
XLVIII. Châtier faut les enfants en jeune âge.
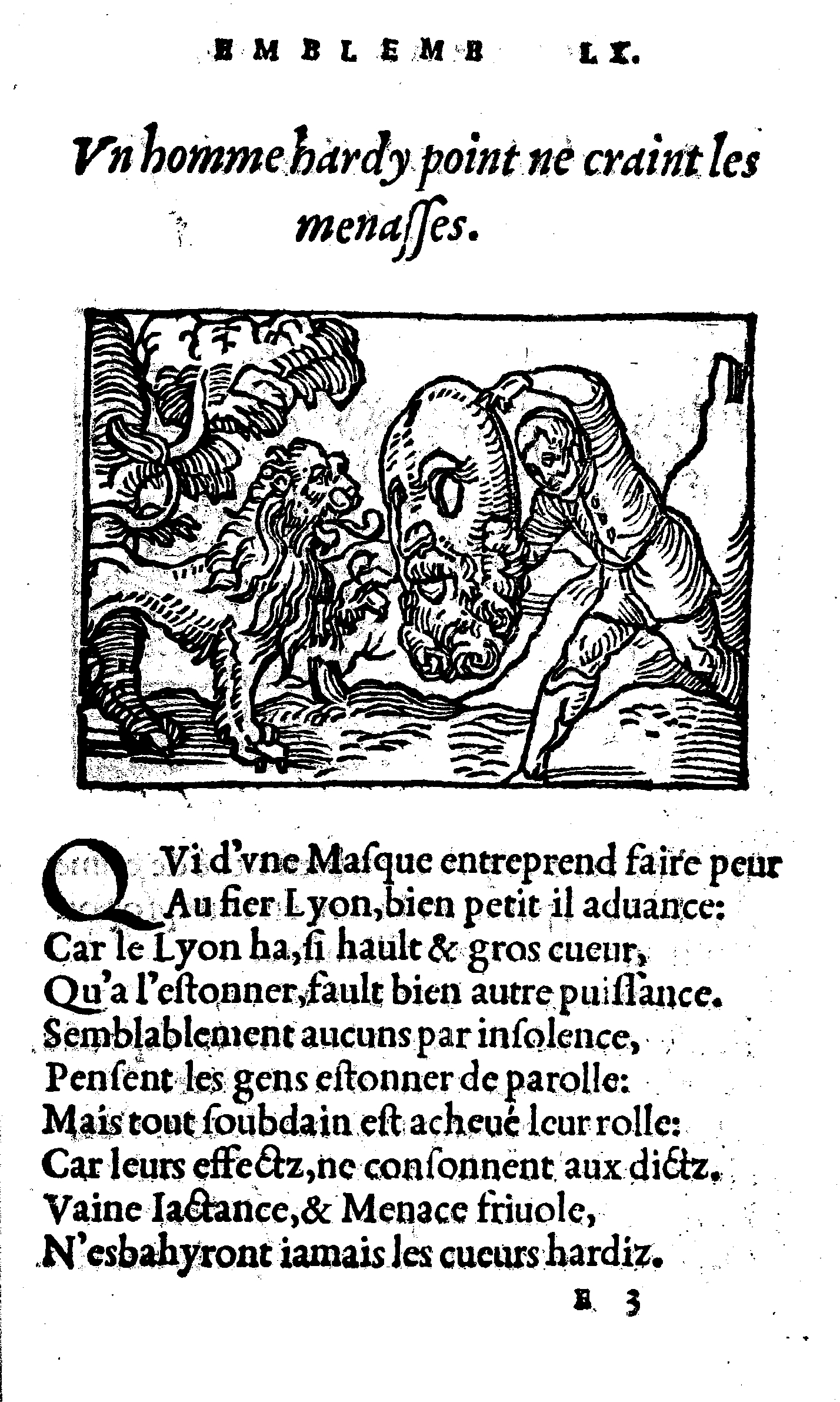
LX. Un homme hardi point ne craint les menaces.

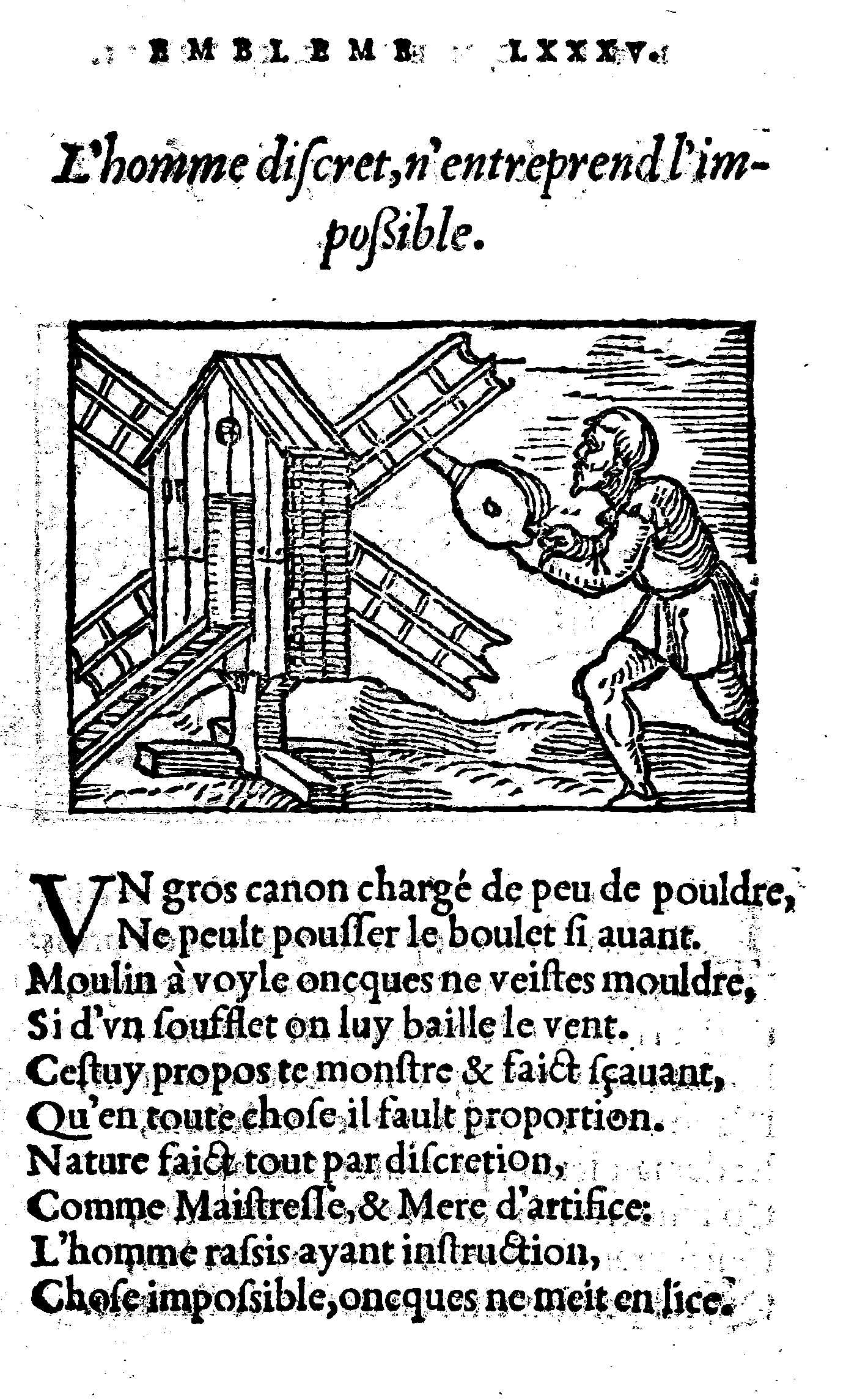
LXXXV. L'homme discret n'entreprend l'impossible.
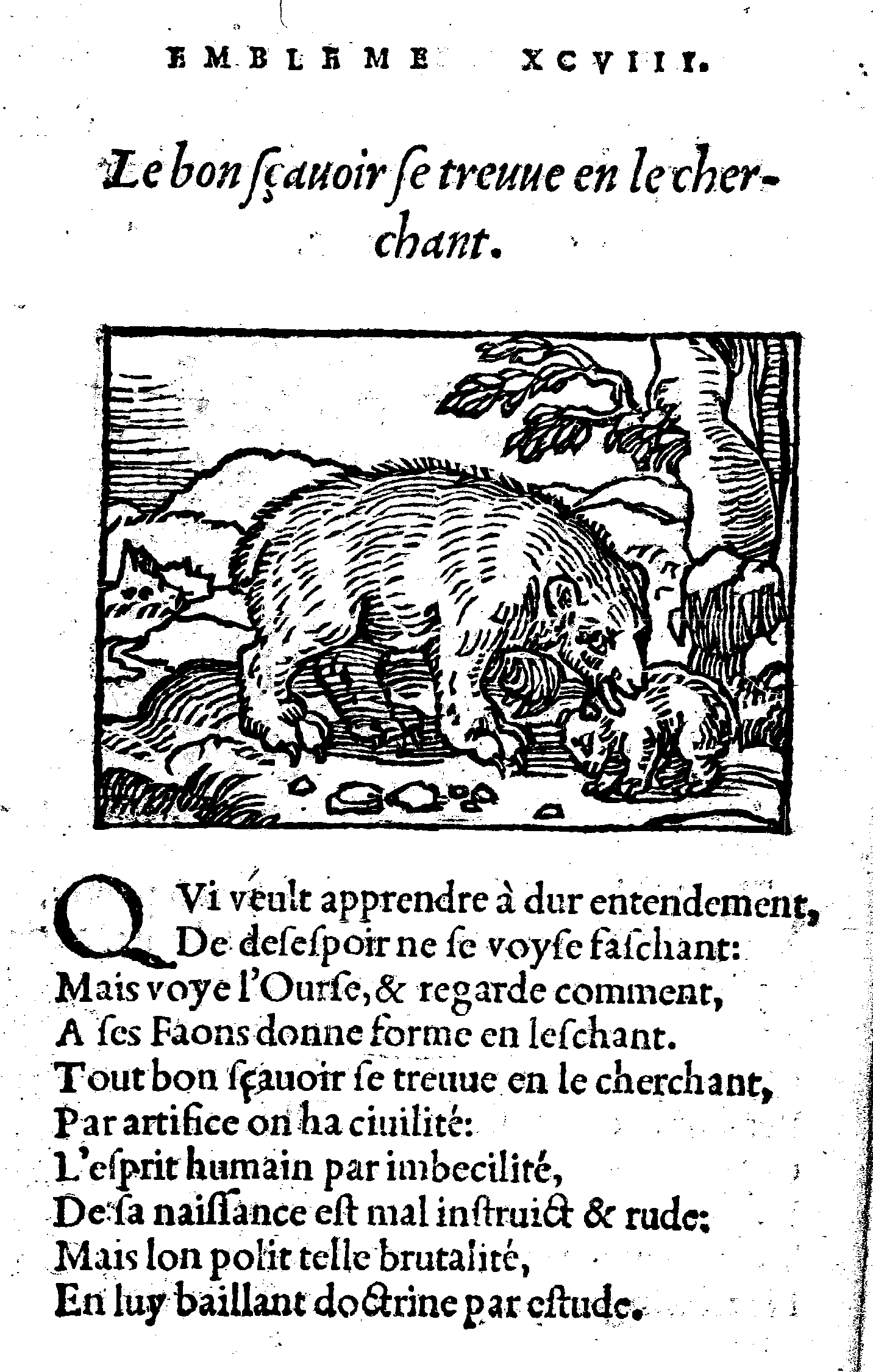
XCVIII. Le bon savoir se trouve en le cherchant.
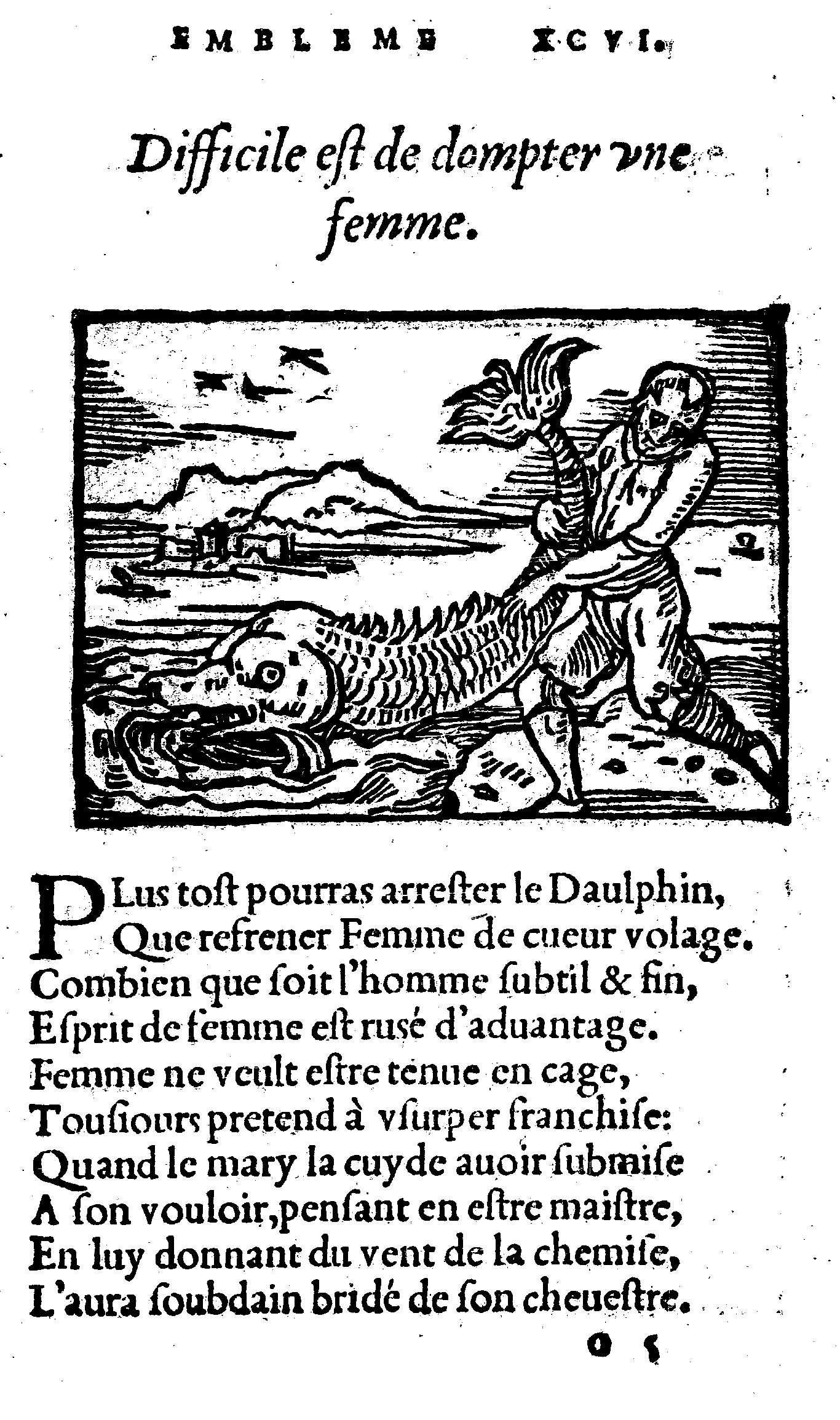
XCVI. Difficile est de dompter une femme.

## Publications
- Le Theatre des bons engins, auquel sont contenus cent emblemes (Denis Janot, 1539) Texte en ligne
- Les Considerations des quatre mondes (Macé Bonhomme, 1552)
- La Morosophie (Macé Bonhomme, 1553)
- Le miroir politiqve, contenant diverses manieres de govverner & policer les republiques, qui sont, & ont esté par cy deuant : oeuure, non moins vtile que necessaire à tous monarches, rois, princes, seigneurs, magistrats & autres qui ont charge du gouuernement ou administration d’icelles, Paris, Pour Vincent Norment, & Ieanne Bruneau, 1567.